# Castlevania: Lords of Shadow – Mirror of Fate
Castlevania: Lords of Shadow – Mirror of Fate se trata de um jogo eletrônico e sequência direta do reboot paralelo da série Castlevania, Lords of Shadow. Uma versão atualizada do jogo intitulada de Castlevania: Lords of Shadow – Mirror of Fate HD foi lançada em 25 de outubro de 2013 para Xbox 360 na Xbox Live,e em 29 de outubro de 2013 para PlayStation 3 na PlayStation Network.

## Jogabilidade
Mirror of Fate é um jogo de ação-aventura em side-scrolling no qual o jogador assume os papéis do filho e neto de Gabriel Belmont: Trevor e Simon Belmont,respectivamente,além do meio-vampiro Alucard (Trevor). O jogo alterna entre os personagens em pontos pré-determinados.
A jogabilidade é focada bastante na exploração do castelo de Drácula,algo bastante semelhante ao aclamado Castlevania: Symphony of the Night,sem deixar de lado o combate dinâmico da franquia. O jogo utiliza as funções StreetPass e SpotPass. Elementos do jogo anterior,como as magias Light e Shadow também estão presentes nesta sequência.[carece de fontes?]

## Enredo
Vinte e cinco anos depois dos acontecimentos de Lords of Shadow, Mirror of Fate revela a história dos descendentes de Gabriel Belmont (Robert Carlyle) e como estes batalharam contra seus próprios destinos, em cada época. Trevor (Richard Madden), filho de Gabriel (que nunca soube da existência de Trevor), chega ao castelo de Drácula para pôr um fim nas crueldades do pai. Ele pretende vingar o assassinato de sua mãe Marie, assim como limpar a mancha negra presente no nome Belmont. Após inúmeros combates em sua jornada, Trevor encontra Gabriel, e os dois então travam uma batalha..
Trevor acaba sendo morto em combate por Gabriel, e este ao descobrir que Trevor é seu filho entra em desespero. Gabriel tenta reanimá-lo transferindo seu sangue para o Belmont, mas não consegue trazê-lo de volta à vida. Enterrando seu filho num caixão com as iniciais ´´Alucard``, Drácula agora tomado pelo ódio,envia suas tropas para atacar sem piedade a sede da Irmandade da Luz.
Sypha (Charlotte Emmerson) e Simon (Alec Newman),esposa e filho de Trevor, fogem para as montanhas. Sypha é capturada pelas criaturas de Drácula e Simon testemunha a morte de sua mãe, incapaz de ajudá-la. Nas florestas ele foi encontrado e criado pelo povo que residia nas montanhas, e após longos vinte e oito anos de treinamento,Simon finalmente é considerado como um verdadeiro guerreiro por eles. Ele agora parte na missão de destruir Drácula para vingar a morte de seus pais. Enquanto isso, no castelo Bernhard, Trevor desperta do outro mundo, agora transformado em um vampiro e irado com seu destino decide mais uma vez se opor ao seu pai.
Drácula continua defendendo seu castelo contra a Irmandade, levando à morte de muitos soldados no processo. Simon finalmente chega no castelo de Drácula, e em sua jornada acaba sendo salvo duas vezes pelo misterioso vampiro Alucard. Após inúmeros obstáculos, Simon e Alucard finalmente chegam na sala do trono, e lá eles enfrentam Drácula, lorde dos vampiros.
Numa luta cataclísmica entre Belmonts, Alucard e Simon derrotam Gabriel,e logo após o feito, o castelo de Drácula começa a cair em ruínas. Alucard diz que Drácula possivelmente está vivo. Dito isso e sem mais explicações, ele carrega consigo uma relíquia localizada nos aposentos de Drácula. Simon pergunta a Alucard quem ele realmente é, e este apenas toca o rosto de Simon, partindo em busca de Drácula.

## Personagens
Mirror of fate introduziu personagens conhecidos da série original de Castlevania,modificados de acordo com o enredo da releitura. Dentre eles,estão Simon e Trevor,dois dos mais conhecidos Belmontes, além do filho de Drácula, Alucard. Para mais informações,veja Personagens de Castlevania.

## Desenvolvimento
Mirror of Fate havia sido anunciado em maio de 2012 para o Nintendo 3DS como um jogo de ação-aventura ao estilo side-scrolling,lançado em 5 de março de 2013 na América do Norte e 8 de março de 2013 na Europa.
De acordo com o produtor David Cox,a equipe de desenvolvimento já havia desenvolvido Castlevania: Lords of Shadow - Mirror of Fate para HD,e adaptado mais tarde para o Nintendo 3DS.
Mirror of Fate foi adiado devido à insatisfação da MercurySteam com alguns elementos do jogo.

## Recepção
O jogo recebeu críticas positivas,com uma pontuação de 73 no site da Metacritic. Peter Brown,da Gamespot deu ao jogo um 7 de 10, elogiando o visual e o sistema de combate,mas criticou a dificuldade simples do jogo,assim como a história previsível. Colin Moriarity da IGN deu ao jogo uma pontuação de 4,7 de 10,concluindo que "a sua ênfase na exploração fragmentada e nivelamento raso é exatamente o oposto do que os fãs de Castlevania querem e esperam." O jogo ganhou o prêmio de "Melhor jogo para 3DS" na Gametrailers, durante o "Best of E3 Awards 2012", assim como os prêmios "excelência da E3 2012","Melhor Jogo de Aventura","Best of E3" e "Melhor jogo para portátil".